# Крошнозерский родник
Крошнозе́рский — родник в Пряжинском районе Республики Карелия, гидрологический памятник природы регионального значения, самый крупный и устойчивый источник высококачественной питьевой воды в Карелии.

## Общие сведения
Располагается в 400 метрах к востоку от села Крошнозеро, вблизи автодороги Пряжа — Крошнозеро, у подножия склона Корзинской озовой гряды. Образует Мельничный ручей, впадающий в озеро Крошнозеро.
В устье Мельничного ручья до середины XX века находилась водяная мельница для помола зерна.
Родник восходящий, с дебитом в разные периоды 55—70 л/с. Подземные воды пресные, поступают под напором на поверхность из водоносных горизонтов тремя грифонами. Величина минерализации — 90 мг/л.
Вода источника гидрокарбонатная, кальциево-магниевая с содержанием железа до 4 мг/л, которое откладывается в виде жёлто-бурого осадка на дне. Вода холодная, температура около 5℃.

## Охранная зона
Площадь охранной зоны по уточнённым данным — 35,1 га. На севере проходит по шоссе Крошнозеро—Пряжа, на востоке — по подножию восточного склона Корзинской гряды, на юге — по границе карьера с искусственным родником, на западе — по грунтовой дороге на Крошнозеро и границе села Крошнозеро с лесом.